# Sándor Csányi
Sándor Csányi (ur. 19 grudnia 1975 w Budapeszcie) – węgierski aktor filmowy i teatralny. Znany jest głównie z roli Bulcsú z filmu Kontrolerzy. Jest absolwentem Węgierskiego Uniwersytetu Teatru i Filmu. Od 2002 występuje w budapeszteńskim Teatrze Radnóti Miklós. Został nagrodzony m.in. takimi nagrodami jak: Nagroda Węgierskich Krytyków Filmowych dla najlepszego aktora 2004 roku, Brytyjska Nagroda Fringe Reports dla najlepszego aktora 2005 roku za film Kontrolerzy.
Jest żonaty z węgierską aktorką Lia Pokorny, z którą ma syna Misi.

## Filmografia
- Nincsen nekem vágyam semmi (2000) - Alfons
- bóg@niebo.hu (2000) - Złodziej
- Jadviga párnája (2000) - Rosza Pali
- Nexxt (2001) - Balfek
- Citromfej (2001) - Budowniczy
- I Love Budapest (2001) - Miki
- Somlói galuska (2002)
- Kontrolerzy (Kontroll, 2003) - Bulcsú
- Jött egy busz...
- Jak Iwan świętował imieniny (Szent Iván Napja, 2003) - Misi
- Állítsátok meg Terézanyut! (2004) - Dávid
- Magyar vándor (2004) - Wysłannik
- Niepochowany (A Temetetlen halott, 2004)
- Az Igazi Mikulás (2005) - Dr Lápossy
- A Porcelánbaba (2005)
- Tylko seks i nic więcej (2005)
- Ścieżki światła (A fény ösvényei, 2005)
- Krewni (Rokonok, 2006) - István Kopjáss
- Mansfeld (2006) - Fenyő detektív
- 1956 Wolność i miłość (2006) - Tibi Vamos